# Energia nucleare in Corea del Sud
Nel 2011 l'energia nucleare in Corea del Sud ha generato il 34,6% dell'energia elettrica prodotta in totale nel Paese.
A marzo 2010, sono presenti nel paese 5 centrali nucleari in funzione che dispongono complessivamente di 21 reattori operativi e 3 in costruzione.
Si stanno inoltre edificando 1 nuova centrale nucleare dotata di un totale di due reattori in costruzione.
Non ci sono centrali nucleari chiuse.

## Storia
La richiesta di energia elettrica è aumentata molto velocemente durante gli anni 1980 con aumenti pari al 9% annuo, diminuendo a meno del 3% nel quadriennio 2006-10. Questa crescita nei consumi è stata correlata alla crescita del PIL coreano. La potenza installata era di 72.5 GW nel 2008, ed è prevista aumentare a 88 GW nel 2017. Di pari passo, la potenza nucleare è prevista aumentate per coprire almeno il 50% della domanda elettrica. L'energia nucleare ha un costo di generazione molto basso, nel 2008 la KHNP riportava 39₩/kWh (circa 3c$), comparato con i 53.7₩/kWh del carbone, 143.6₩ del LNG ed i 162₩ dell'idroelettrico. Il prezzo medio di vendita della KHNP alla Kepco è stato di 68.3₩.
Dal 1961 all'aprile 2001 l'unica compagnia elettrica della Corea del Sud è stata la Korea Electric Power Company, questa era un'azienda governativa, nel 1989 il 21% è stato messo sul mercato e venduto ai privati. La capacità generativa della Kepco fu quindi divisa in sei entità differenti, mantenendo però il monopolio nella trasmissione e nella distribuzione: tutti gli impianti nucleari assieme alla capacità idroelettrica andò a formare la KHNP, la più grande delle compagnie risultanti.
Le attività nucleari nella Corea del Sud iniziarono quando divenne membro dell'IAEA nel 1957. Nel 1958 venne promulgata la legislazione nucleare e nel 1959 fu creata l'agenzia nucleare coreana. Il primo reattore in funzione, fu un reattore di ricerca nel 1962.

## L'importazione delle tecnologie
Il primo reattore commerciale fu quello di Kori 1, iniziato nel 1972 ed in produzione commerciale nel 1978. Dopo questo primo reattore, ne furono iniziati altri 8 all'inizio degli anni 1980. La politica energetica sudcoreana è stata sempre improntata alla sicurezza energetica ed a minimizzare le importazioni energetiche, che corrisponde all'utilizzo dell'energia nucleare come elemento base della produzione elettrica. I primi tre reattori: Kori 1 e 2 e Wolsong 1 furono acquistati come progetti "chiavi in mano". I successivi sei reattori: Kori 3 e 4, Hanbit 1 e 2 e Hanul 1 e 2 sono stati la seconda fase di sviluppo del nucleare sudcoreano, coinvolgendo nella costruzione anche imprese nazionali. In questa fase costruttiva la nazione possedeva reattori di differenti tipologie e differenti costruttori, per nulla standardizzati fra di loro. A questo scopo per la metà degli anni 1980 l'industria nucleare iniziò un processo di standardizzazione dei progetti e di una maggiore partecipazione delle industrie sudcoreane per una maggiore autosufficienza, nel 1987 fu siglato un accordo di trasferimento tecnologico con la Combustion Engineering (ora Westinghouse) per una maggiore autosufficienza, accordo poi rinnovato nel 1997.
Esente da questo programma, fu fatto un ordine di altri 3 reattori CANDU alla canadese AECL, costruiti sempre con una forte presenza di imprese locali.
Nel 1987 fu scelto il modello System 80 come base per la standardizzazione, a questo scopo furono costruiti i reattori di Hanbit 3 e 4, che ebbero un ottimo successo. Il passo successivo fu il Korean Standard Nuclear Power Plant, che utilizzò tutti i miglioramenti delle tecnologie già acquisite.
KHNP ed il Ministero per l'educazione, la scienza e la tecnologia sudcoreano negli anni 2000 valutarono la possibilità di rinnovo delle licenze di esercizio degli impianti, passando dai 30 anni previsti dal progetto a successive proroghe. Queste sono state concesse per gli impianti di Kori 1 e Wolsong 1 dopo lunghe opere di refurbishment. Parallelamente a questo sono occorse opere di potenziamento dei reattori, che hanno totalizzato quasi 700 MW di potenza aggiuntiva.

### Lo sviluppo dei reattori standard coreani
Dopo aver acquisito i suoi primi 8 reattori dalla Westinghouse e dalla Framatome e dalla Combustion Engineering altri due (i modelli System-80+), fu creato il Korean Standard Nuclear Power Plant (KSNP), rinominato poi nel 2005 in Optimised Power Reactor - 1000 (OPR1000), tipologia creata specificatamente per il mercato asiatico. Questa tipologia fu poi successivamente evoluta nel modello APR1400.
Alla fine degli anni 1990, per rispondere alle richieste tecnologiche sempre più evolute, fu iniziato il programma Improved Korean Standard Nuclear Power Plant o KSNP+. Questo disegno evoluto incorporava miglioramenti nel design di molti componenti, maggiori sicurezze e maggiori economicità, i primi reattori di questa tipologia sono stati quelli di Shin Kori 1 e 2.
Oltre a questo, fu iniziato del reattore di III gen Advanced Pressurised Reactor - 1400 (APR1400) che è un'ulteriore evoluzione dello schema costruttivo dei System-80+ (già classificato dalla NRC come reattore di III gen), rispetto a cui è più che altro un'evoluzione piuttosto che un radicale innovazione. All'inizio questo progetto era conosciuto come Korean Next-Generation Reactor durante i lavori di progettazione, iniziati nel 1992 e conclusisi nel 1999, con approvazione dell'ente regolatore coreano nel maggio 2003, questo disegno di reattore ha sicurezze sismiche con accelerazioni al suolo di 300Gal, una vita operativa da progetto di 60 anni e costi di costruzione il 10-20% inferiori rispetto all'OPR1000. La costruzione dei primi due reattori di III generazione APR1400 a Shin Kori 3 e 4 fu autorizzato nel 2006, ma la costruzione fu iniziata solo dal 2008. La spesa prevista per questi due reattori è di 6.3 miliardi $ (2333 $/kW), mentre il tempo previsto per la costruzione è di 51 mesi. Successivamente, nell'aprile 2009 il governo autorizzò la costruzione di Shin Hanul 1 e 2, queste sono le prime unità ad essere virtualmente senza contenuti Westinghouse, e la loro spesa è prevista essere 4.7 miliardi $
Nel 2007 la KHNP ha deciso di non rinnovare il suo accordo per le licenze tecnologiche con la Westinghouse, ma di intraprendere un accordo di cooperazione tra le imprese, in cui le compagnie si unirebbero nel marketing tecnologico che sarebbe sviluppato congiuntamente, mentre la KHNP completerebbe lo sviluppo delle proprie componentistiche. Questo accordo porterà alla creazione di un nuovo modello di APR1400 da 1500 MW netti per il 2015. La Westinhouse però non potrà venderla senza prima acquisire i diritti dalla Kepco. Parallelamente a questo, è stato anche annunciata la tipologia APR1000 basata sull'OPR1000, che incorporerebbe le migliorie del modello successivo. Questa tipologia è studiata specificamente per i mercati delle zone tropicali del pianeta, visto che utilizza un sistema di refrigerazione che può funzionare a temperature superiori.
Oltre a queste evoluzioni di reattori americani, il KAERI sta sviluppando una tipologia di reattore modulare, il System-integrated Modular Advanced Reactor (SMART), un reattore PWR da 330 MWt con generatori di vapore integrati e sistemi di sicurezza passivi. Questo reattore è studiato sia per la produzione elettrica (fino a 100 MWe) e/o usi termici quali desalinizzazione. la tipologia di reattore è studiata per avere una vita operativa di tre anni ed un ciclo del combustibile nucleare di tre anni. A causa della mancanza di ordinativi, lo sviluppo di è momentaneamente interrotto. Il KAERI ha progettato un impianto integrato di desalinizzazione, capace di produrre circa 40.000 m³/d e 90 MWe ad un costo inferiore rispetto a una pari turbina a gas, il primo modello è previsto per l'isola indonesiana di Madura.

## Esportazioni
Tutta l'industria nucleare sudcoreana si sta improntando verso l'esportazione, con la prospettiva di esportare entro il 2030 80 reattori nucleari per un valore di 400 miliardi $, conquistando il 20% del mercato mondiale ed il terzo posto fra gli stati esportatori di tecnologie nucleari, dopo Stati Uniti (Westinghouse) e Francia (Areva) o Russia (Rosatom).
Medio Oriente ed Emirati Arabi Uniti
Alla fine del 2009 la Kepco ha vinto la gara per i primi reattori del programma nucleare degli Emirati Arabi con i suoi APR1400, che ha vinto rispetto ai concorrenti per i minori costi e le scadenze costruttive minori. I modelli sudcoreani (nel modello APR1400 a causa degli elevati standard antisismici richiesti) sono stati proposti anche per il programma nucleare giordano e turco, in questi casi però i contratti non sono ancora stati finalizzati.
Indonesia
La Kepco ha siglato un accordo preliminare di fattibilità con la compagnia elettrica nazionale dell'Indonesia per lo studio del primo reattore nucleare indonesiano. Il governo indonesiano ha approvato un accordo preliminare per la costruzione di quattro reattori da 1000 MW ognuno, da costruire approssimativamente dal 2016.

## Programma nucleare futuro

### Tipologie
Lo sviluppo prossimo futuro del nucleare sudcoreano è previsto essere con un'unica tipologia di reattori, gli APR1400
Reattore APR1400
L'APR1400 è un reattore di tipologia PWR da circa 1400 MW di potenza prodotto dalla Kepco, è un'evoluzione coreana del modello System80 americano.

## Ciclo del combustibile
La politica del ciclo del combustibile nucleare sudcoreana è stata a causa dell'accordo del 1970 fra Corea del Sud e Stati Uniti. Questi costringono il paese alla fornitura esterna delle materie prime e non permette l'arricchimento dell'uranio e di riprocessamento del combustibile esausto. A seguito dell'accordo con gli Emirati Arabi Uniti, il governo ha descritto questi vincoli come "eccessivi", e sta spingendo per un loro alleggerimento, preferibilmente da raggiungere prima che l'accordo sia rinnovato nel 2014.

### Arricchimento
Nel 2006 il paese ha richiesto 1.8 milioni SWU, suppliti da compagnie straniere: Tenex, Urenco e USEC. Nel 2007 ha siglato un contratto da 1 miliardo € di lungo termine (+10 anni) con la francese AREVA per la fornitura dei servizi di arricchimento dell'impianto George Besse II, a metà 2009 ha poi acquistato il 2.5% della partecipazione azionaria dell'impianto.

### Fabbricazione del combustibile
Il KAERI ha sviluppato le tecnologie per la produzione del combustibile per i PWR e per i CANDU, la divisione per il combustibile nucleare della Kepco (KNFC) ha prodotto il combustibile per i CANDU dal 1987 (capacità di 700 t/y) e per i PWR dal 1990 (capacità di 700 t/y), e riesce a supplire tutto il fabbisogno sudcoreano. Nel febbraio 2009 Westinghouse ha annunciato che produrrà assieme alla KNFC gli elementi di controllo per i reattori di progetto Combustion Engineering statunitensi e sudcoreani, è previsto che il reattore di Shin Kori 4 sia il primo ad utilizzare il elementi di questa joint venture.

### Riprocessamento
Se venisse abrogato il divieto di riprocessamento del combustibile nucleare, la Corea del Sud potrebbe ricavare circa il 30% di energia in più dalla stessa quantità di uranio di partenza, al momento questa strada è impraticabile. La via che è al momento valutata è quella di stipulare dei contratti con la francese AREVA sul modello di quelli giapponesi.

### Il ciclo DUPIC
È in corso di sviluppo l'utilizzo del Ciclo DUPIC per il riutilizzo del combustibile nucleare dei reattori LWR nei PHWR, nel caso specifico nei CANDU dell'impianto di Wolsong

## Gestione dei rifiuti e depositi geologici
L'ente incaricato della gestione dei rifiuti nucleari (il KRWM) è stato creato nel 2009 per risolvere principalmente i problemi della gestione dei rifiuti, ed in particolare è stato incaricato di creare un consenso per i rifiuti di alto livello; prima della sua creazione era la stessa KHNP che era direttamente responsabile della gestione dei rifiuti, attualmente paga circa 900.000₩/kg (705$) di combustibile e versati in un fondo nazionale per la gestione dei rifiuti nucleari. La legislazione nucleare del 1988 ha stabilito il principio che chi inquina paga, secondo cui chi produce i rifiuti è responsabile della sua gestione e dei suoi costi.
Il combustibile esausto è momentaneamente memorizzato nei rispettivi impianti (che ammontano al 2008 a circa 10.000t), in attesa di un centro nazionale che è previsto entrare in funzione nel 2016, con circa 20.000t di capacità. Il riprocessamento non è possibile a causa degli accordi con gli USA del 1970.
I rifiuti di medio e basso livello sono memorizzari in ogni impianto, sono costituiti in totale da circa 60.000 fusti da 200 litri. La riduzione dei volumi dei rifiuti è operata in ogni sito. È prevista la creazione di un sito centralizzato da 200ha, con una capacità stimata di 800.000 fusti; il sito è previsto essere a bassa profondità e dovrà contenere rifiuti vetrificati, per aumentarne l'accettabilità pubblica. Il NETEC si è assunto la responsabilità di trovare il sito, dopo alcuni precedenti tentativi falliti, nel 2000 ha fatto un bando preliminare per la localizzazione di un sito, a cui hanno risposto 7 località, ma nel 2001 tutti i governi locali hanno posto il veto.
Nel 2003 il Ministero del commercio, dell'industria e dell'energia ha selezionato in via preliminare 4 siti, che saranno maggiormente studiati per una decisione definitiva, l'area selezionata riceverà 260 milioni $ come compensazione economica per il sito. Nel novembre 2005, dopo il voto in quattro province, è stato scelta un'area fra Kyongju e Gyeonju sulla costa orientale del paese, con oltre il 90% dei voti favorevoli. Nel giugno 2006 il governo ha annunciato che il deposito geologico di Gyeongju sarà costituito da numerosi silos e caverne a circa 80 m sotto la superficie e che tutto il complesso coprirà un'estensione di circa 2,1 km², inizialmente con una capacità di circa 100.000 fusti ed un costo di 730 milioni $, la restante capacità sarà realizzata in un secondo tempo, per un costo totale di circa 1.15 miliardi $. Nel dicembre 2010 la KRWM ha iniziato ad utilizzare il sito, accettando circa 1000 fusti dal sito di Hanul. Questi sono momentaneamente posizionati all'aperto, visto che il sito inizierà ad essere operativo dal 2012.

## Produzione di uranio
La Corea del Sud non è un produttore di Uranio. Secondo il "Red Book" del 2007 il paese non ha riserve note di Uranio
Sono però presupposte risorse nel deposito uranifero di Daejon, identificato dal Korean Institute of Energy and Resources nel 1986 con risorse stimate di 25.000 tU allo 0.027%. È allo studio anche il deposito di Gumsan, poco a sud di quello di Daejon.

## Centrali nucleari
Tutti i dati della tabella sono aggiornati a gennaio 2020
| Reattori operativi |                    |           |                    |                                    |                                   |                        |
| Centrale | Potenza netta (MW) | Tipologia | Inizio costruzione | Allacciamento alla rete            | Produzione commerciale            | Dismissione (prevista) |
| Hanbit (Reattore 1) | 996                | PWR       | 4 giugno 1981      | 5 marzo 1986                       | 25 agosto 1986                    | 2026                   |
| Hanbit (Reattore 1) | 988                | PWR       | 10 dicembre 1981   | 11 novembre 1986                   | 10 giugno 1987                    |                        |
| Hanbit (Reattore 3) | 986                | OPR1000   | 23 dicembre 1989   | 30 ottobre 1994                    | 31 marzo 1995                     |                        |
| Hanbit (Reattore 4) | 970                | OPR1000   | 26 maggio 1990     | 18 luglio 1995                     | 1º gennaio 1996                   |                        |
| Hanbit (Reattore 5) | 994                | OPR1000   | 29 giugno 1997     | 19 dicembre 2001                   | 21 maggio 2002                    |                        |
| Hanbit (Reattore 6) | 993                | OPR1000   | 20 dicembre 1997   | 16 settembre 2002                  | 24 dicembre 2002                  |                        |
| Hanul (Reattore 1) | 968                | PWR       | 26 gennaio 1983    | 7 aprile 1988                      | 10 settembre 1988                 |                        |
| Hanul (Reattore 2) | 969                | PWR       | 5 luglio 1983      | 14 aprile 1989                     | 30 settembre 1989                 |                        |
| Hanul (Reattore 3) | 997                | OPR1000   | 21 luglio 1993     | 6 gennaio 1998                     | 11 agosto 1998                    |                        |
| Hanul (Reattore 4) | 999                | OPR1000   | 1º novembre 1993   | 28 dicembre 1998                   | 31 dicembre 1999                  |                        |
| Hanul (Reattore 5) | 998                | OPR1000   | 1º ottobre 1999    | 18 dicembre 2003                   | 29 settembre 2004                 |                        |
| Hanul (Reattore 6) | 997                | OPR1000   | 29 settembre 2000  | 7 gennaio 2005                     | 22 aprile 2004                    |                        |
| Kori (Reattore 2) | 640                | PWR       | 4 dicembre 1977    | 22 aprile 1983                     | 25 luglio 1983                    | 2023                   |
| Kori (Reattore 3) | 1011               | PWR       | 1º ottobre 1979    | 22 gennaio 1985                    | 30 settembre 1985                 | 2024                   |
| Kori (Reattore 4) | 1012               | PWR       | 1º aprile 1980     | 31 dicembre 1985                   | 29 aprile 1986                    | 2025                   |
| Shin Kori (Reattore 1) | 997                | OPR1000   | 16 giugno 2006     | 4 agosto 2010                      | 28 febbraio 2011                  |                        |
| Shin Kori (Reattore 2) | 997                | OPR1000   | 5 giugno 2007      | 28 gennaio 2012                    | 20 luglio 2012                    |                        |
| Shin Kori (Reattore 3) | 1416               | APR1400   | 16 ottobre 2008    | 15 gennaio 2016                    | 20 dicembre 2016                  |                        |
| Shin Kori (Reattore 4) | 1340               | APR1400   | 19 agosto 2009     | 22 aprile 2019                     | metà 2019                         |                        |
| Shin Wolsong (Reattore 1) | 997                | OPR1000   | 20 novembre 2007   | 27 gennaio 2012                    | 31 luglio 2012                    |                        |
| Shin Wolsong (Reattore 2) | 993                | OPR1000   | 23 settembre 2008  | 26 febbraio 2015                   | 24 luglio 2015                    |                        |
| Wolsong (Reattore 2) | 611                | CANDU     | 22 giugno 1992     | 1º aprile 1997                     | 1º luglio 1997                    | 2026                   |
| Wolsong (Reattore 3) | 641                | CANDU     | 13 marzo 1994      | 25 marzo 1998                      | 1º luglio 1998                    |                        |
| Wolsong (Reattore 4) | 622                | CANDU     | 22 luglio 1994     | 21 maggio 1999                     | 1º ottobre 1999                   |                        |
| Totale: 24 reattori per complessivi 23.123 MW |                    |           |                    |                                    |                                   |                        |
| Reattori in costruzione |                    |           |                    |                                    |                                   |                        |
| Centrale | Potenza netta (MW) | Tipologia | Inizio costruzione | Allacciamento alla rete (previsto) | Produzione commerciale (previsto) | Costo (previsto)       |
| Shin Hanul (Reattore 1) | 1340               | APR1400   | 10 luglio 2012     | 2017                               | 2017                              |                        |
| Shin Hanul (Reattore 2) | 1340               | APR1400   | 19 giugno 2013     | 2018                               | 2018                              |                        |
| Shin Kori (Reattore 5) | 1340               | APR1400   | 1 aprile 2017      | 2021                               | 2021                              |                        |
| Shin Kori (Reattore 6) | 1340               | APR1400   | 20 settembre 2018  | 2022                               | 2022                              |                        |
| Totale: 4 reattori per complessivi 5.360 MW |                    |           |                    |                                    |                                   |                        |
| Reattori pianificati ed in fase di proposta |                    |           |                    |                                    |                                   |                        |
| Totale programmati: 0 reattori per complessivi 0 MW Totale proposti: 2 reattori per oltre 2.800 MW complessivi                                                      |                    |           |                    |                                    |                                   |                        |
| Reattori dismessi |                    |           |                    |                                    |                                   |                        |
| Centrale | Potenza netta (MW) | Tipologia | Inizio costruzione | Allacciamento alla rete            | Produzione commerciale            | Dismissione            |
| Kori (Reattore 1) | 576                | PWR       | 27 aprile 1972     | 26 giugno 1977                     | 29 aprile 1978                    | 18 giugno 2017         |
| Wolsong (Reattore 1) | 661                | CANDU     | 30 ottobre 1977    | 31 dicembre 1982                   | 22 aprile 1983                    | 24 dicembre 2019       |
| Totale: 2 reattori per complessivi 1.237 MW |                    |           |                    |                                    |                                   |                        |
| NOTE: - La normativa in vigore prevede la possibilità di sostituzione e/o aumento del parco reattori al termine del ciclo vitale degli impianti ancora in funzione. |                    |           |                    |                                    |                                   |                        |